# Bob Kane
Bob Kane (24/11/1915 - 3/11/1998) tên khai sinh là Robert Kahn, là một họa sĩ truyện tranh người Mỹ. Ông là người đã cùng với Bill Finger tạo nên nhân vật truyện tranh nổi tiếng của DC Comics là Người Dơi. Ông được ghi nhận những đóng góp của mình trong ngành công nghiệp truyện tranh bằng giải thưởng Jack Kirby Award năm 1994 và Eisner Award năm 1996.

## Sách tham khảo
- Goulart, Ron, Over 50 Years of American Comic Books (BDD Promotional Books Company, 1991) ISBN 0-7924-5450-2; ISBN 978-0-7924-5450-2